# Mihai Cezar Busuioc
Mihai Cezar Busuioc (n. 15 august 1935, Târgoviște) a fost un opozant al regimului comunist.

## Biografie
Mihai Cezar Busuioc s-a născut la 15 august 1935 în orașul Târgoviște. După absolvirea liceului s-a înscris la Facultatea de Drept din cadrul Universității București. În perioada când era student în anul II a participat la mișcările revendicative ale studenților din București în 1956 (vezi Mișcările studențești din București din 1956). A fost printre organizatorii manifestației care urma să aibă loc în Piața Universității în ziua de 5 noiembrie 1956. A fost arestat la 10 noiembrie 1956. Ancheta sa a fost condusă de locotenent colonel Constantin Popescu, căpitan Gheorghe Enoiu, locotenent major Iosif Moldovan, locotenent major Vasile Dumitrescu, locotenent major Gheorghe Vasile, locotenent major Constantin Oprea și locotenent Nicolae Urucu. A fost judecat în lotul "Mitroi", iar prin sentința Nr. 534 din 19 aprilie 1957 a Tribunalului Militar București la 6 luni închisoare corecțională. A fost eliberat, după executarea sentinței, la 25 mai 1957. 